# Palm Serial
El Palm Serial es un conector propietario de 10 pines en borde de tarjeta situado en la base de los primeros modelos de PDA de Palm, Inc. para proporcionar comunicaciones por puerto serie. Además de en sus modelos (y en los equipos remarcados como la serie IBM WorkPad), ha sido utilizado en el Palmtop Ericsson MC16 y en equipos de Handera.
De serie con los equipos se entrega una cuna de sincronización con el ordenador personal host (PC o Mac) o un cable de comunicaciones con algunos modelos. Al pulsarse el botón HotSync situado en al base de la cuna se cierra el circuito entre los pines 2 y 7 lo que provoca la activación de un transistor MUN2214 NPN conectado al pin 38 de la CPU Motorola Dragonball al que proporciona una señal baja en la IRQ1 UART, disparando el proceso de HotSync.
En el pin 8 cuando se conecta un módem Palm se cierra de modo similar un circuito con el pin 2 que activa otro transistor MUN2214 NPN conectado al pin 32 (UART GPIO) de la CPU para notificarle la presencia del módem.

## Modelos dePalmcon Palm Serial
- Pilot 1000
- Pilot 5000
- PalmPilot Personal
- PalmPilot Professional
- Palm III
- Palm V
- Palm VII
- Palm VIIx